# Estanyol (Eus)
L'Estanyol és una muntanya de 1.014,4 m alt del límit dels termes comunals d'Eus i Campossí, el primer de la comarca del Conflent, i el segon, de la de la Fenolleda, a la Catalunya del Nord el primer i a Occitània el segon, si bé en una comarca històricament unida a la Catalunya del Nord. És, per tant, un dels límits septentrionals dels Països Catalans. És és a l'extrem septentrional del terme d'Eus i al sud-occidental del de Campossí, a llevant del Coll del Trivi.
A l'Estanyol es va trobar una petita veta d'una varietat rara de turmalina negra, anomenada Schorl, amb la fórmula Na(Fe2+3)Al6(Si6O18)(BO3)3(OH)3(OH). Una peça de 16 cm x 7,3 cm x 6,9 cm procedent de l'Estanyol ha entrat a formar part de la prestigiosa col·lecció de minerals Blue John Mineral Collection, establerta a partir dels minerals trobats inicialment a la mina Blue John, de Castleton, Derbyshire, Anglaterra. Aquesta col·lecció és molt utilitzada en el camp de les adquisicions i intercanvis entre afeccionats a la mineralogia.